# Vercetti Regular
Vercetti Regular, conosciuto anche come Vercetti, è un carattere tipografico senza grazie gratuito (freeware). Può essere utilizzato per progetti commerciali e personali. È stato reso disponibile nel 2022 sotto la licenza Licence Amicale, che consente alle persone di condividere i file del carattere con amici e colleghi.
Vercetti Regular (AFI /vərˈʧɛti ˈrɛɡjʊlər/) è stato ispirato da elementi di design umanistici e geometrici.  Durante la creazione di Vercetti, i progettisti hanno utilizzato principi di un precedente carattere open source chiamato MgOpen Moderna.
Il carattere conta 326 glifi, inclusi numeri, simboli, segni di punteggiatura e accenti. Ciò significa che può essere utilizzato per tutte le lingue europee che utilizzano l'alfabeto latino. Il download è disponibile nei seguenti formati di file: OTF, TTF, WOFF, WOFF2.